# Fisherman's Haven Provincial Park
Fisherman's Haven Provincial Park är en park i Kanada.   Den ligger i provinsen Prince Edward Island, i den östra delen av landet, 900 km öster om huvudstaden Ottawa.
Terrängen runt Fisherman's Haven Provincial Park är mycket platt. Havet är nära Fisherman's Haven Provincial Park österut. Trakten är glest befolkad. Närmaste större samhälle är Alberton, 14,4 km söder om Fisherman's Haven Provincial Park. 